# 1235

## Esdeveniments
- 20 d'abril el bisbe García Frontín II inaugura la catedral de Santa Maria de la Vega de Tarassona província de Saragossa.[1]
- 8 d'agost: presa d'Eivissa per l'arquebisbe de Tarragona, Guillem de Montgrí, el comte de Rosselló Nunó Sanç i l'infant Pere de Portugal, en nom de Jaume I El Conqueridor.[2][3]
- Setge de Constantinoble: l'emperador nicè Joan III Ducas Vatatzes i el tsar búlgar Ivan Assèn II assetgen Constantinoble en un intent de prendre-la dels seus governants llatins, Joan de Brienne i Balduí II. Àngel Sanudo negocia amb èxit una treva de dos anys.[4]

## Naixements
- Ramon Llull, escriptor i erudit català.[5]

## Necrològiques
- 5 de setembre, Colònia: Enric I de Brabant, duc de Brabant, comte de Brussel·les, comte de Lovaina, marquès d'Anvers i duc nominal de la Baixa Lorena
- Ma Yuan, pintor xinès i el membre més destacat de la família Ma